# Grodnó
Grodnó (németül: Grodnau) Máriafalva településrésze Ausztriában, Burgenland  tartományban, a Felsőőri járásban.

## Fekvése
Felsőőrtől 10 km-re északra, Máriafalvától 2 km-re északkeletre, a Borostyánkői-hegység lábánál, a Grodnói-patak partján fekszik.

## Története
Neve ősi szláv településre utal, mely a falu nevének felbukkanásától jóval régebben keletkezett. A mai települést 1388-ban "Kroghdnugh" néven említik először abban az oklevélben, melyben Zsigmond király a borostyánkői uradalmat a Kanizsai családnak adja zálogba. 1392-ben a Kanizsaiak az uradalom tulajdonát is megkapták. Azt ezt hitelesítő oklevélben a település "Karadna" néven szerepel. Lakói főként a borostyánkői uradalomhoz tartozó bányászok voltak. Fejlődését alapvetően a közeli borostyánkői kén és rézbányák határozták meg. 1636-ban a település a Batthyány család birtoka lett. 1669-ben földesurai Batthyány Pál és Kristóf a települést a pinkafői uradalomhoz csatolták. 1763-ban a gyimótfalvi uradalom része lett.
Vályi András szerint " GRODNAU. Német falu Vas Vármegyében, földes Ura G. Batthyáni Uraság, lakosai katolikusok, fekszik Márjásdorfhoz nem meszsze, mellynek filiája, Borostyánkőhöz fél mértföldnyire, határbéli földgyei soványak lévén, harmadik Osztálybéli."
Fényes Elek szerint " Grodnau, német falu, Vas vmegyében: 150 kath., 159 ágostai lak. A jormansdorfi urad. tartozik."
Vas vármegye monográfiája szerint " Grodnó, lakosainak száma 462, akik németajkúak. Vallásuk r. kath. és ág. ev. Házszám 61. Postája Máriafalva, távírója Tarcsa, Szalónak."
1910-ben 382, többségben német lakosa volt jelentős cigány kisebbséggel. A trianoni békeszerződésig Vas vármegye Felsőőri járásához tartozott. 1921-ben Ausztria Burgenland tartományának része lett. A településnek 1958-ig csak egy fa haranglába volt, ekkor épült fel mai temploma.

## Nevezetességei
A település kisméretű Jézus Szíve templomát 1958-ban építették, jórészt Amerikába kivándorolt grodnóiak adományából.

## Híres emberek
Itt született 1925. június 16-án Otto Muehl képzőművész, akcióművész, a bécsi akcionisták alapító tagja.

## Külső hivatkozások
- Máriafalva hivatalos oldala
- A máriafalvi katolikus plébánia honlapja